# François Prélat
François Prélat – francuski rusznikarz i konstruktor broni. 
Wspólnie z Samuelem Johannesem Pauly w latach 1808–1812 opracował jeden z pierwszych karabinów ładowanych odtylcowo oraz nabój zespolony. Konstrukcja stanowiła rozwój karabinu Jean Lepagea – podsypkę piorunianu rtęci na panewce zastąpiono pastą uzyskaną z piorunianu i czarnego prochu umieszczoną wewnątrz papierowej łuski.
W 1818 Prélat uzyskał patent na kapiszon.